# Stan Bush
Stan Bush (Orlando, 10 juli 1953) is een Amerikaans zanger, gitarist en songwriter. Hij schrijft geregeld muziek voor televisie en films en in 1997 won hij samen met Gloria Sklerov een Emmy Award in de categorie Outstanding original song.

## Biografie
Bush begon zijn muziekloopbaan in de rockband Boulder die in 1979 een album uitbracht bij Elektra Records. Zijn muziekstijl is in zijn loopbaan steeds te typeren geweest als AOR, ofwel hardrockmuziek die bij een groter publiek aanslaat.
Enkele jaren later, in 1983, tekende hij voor een solocontract bij Columbia Records, en bracht daar een album uit die zijn eigen naam als titel heeft. Het lied All American boy van het album werd enkele jaren later gecoverd door de Amerikaanse rockband Y&T. Vervolgens formeerde hij de band Barrage die hem in gezette tijden begeleidt.
Zijn lied Touch werd de titelsong van de film The Transformers: The Movie uit 1986. Dit lied kwam het jaar erop terug op zijn elpee Stan Bush & Barrage. In 2009 kwam het nummer verder beschikbaar voor het computerspel Guitar Hero: World Tour.
Ook schreef hij mee aan Heart vs. head dat als soundtrack werd gebruikt voor de film The wraith met onder meer Charlie Sheen. Verder kwamen de soundtracks van de film Kickboxer met Jean-Claude Van Damme van zijn hand.
Ondanks zijn samenwerking met de songwriters Jonathan Cain en Jim Vallance, liep zijn populariteit in de VS aan het begin van de jaren negentig terug. In Europa en Japan bleven zijn fans hem nog wel steunen, waardoor hij in 1994 toch het importalbum met de naam Dial 818-888-8638 uitbracht.
In 1996 ging het ook weer in zijn eigen land beter. Dit was het jaar dat hij met zijn vervolgalbum The child within kwam. Hij had de wind enerzijds mee omdat zijn lied Capture the dream door NBC veelvuldig werd gedraaid tijdens de Olympische Zomerspelen van Atlanta. Een andere wending bracht het lied Until I was loved by you dat hij samen met Gloria Sklerov had geschreven voor de televisieserie Guiding light. Met name omdat het lied het jaar erop werd bekroond met een Emmy Award in de categorie Outstanding original song.
In 2001 kwam hij met zijn cd Language of the heart, waarop veel nummers staan die hij samen met producer Curt Coumo schreef. Ook erna bleef hij nog veel filmmuzieks schrijven. Daarnaast brengt hij ongeveer elke drie jaar nieuw album uit.

## Albums
- 1979: Boulder
- 1983: Stan Bush
- 1987: Stan Bush & Barrage
- 1992: Every beat of my heart
- 1993: Dial 818-888-8638
- 1996: Higher than angels
- 1996: The child within
- 1997: Call to action
- 1997: Til all are one
- 1998: Stan Bush & Barrage - Heaven
- 1998: Merry Christmas & a happy New Year
- 1999: Capture the dream - the best of Stan Bush
- 2001: Language of the heart
- 2004: Shine
- 2007: In this life
- 2010: Dream the dream
- 2014: The ultimate

- Bibliothèque nationale de France: cb14160486s (data)
- Gemeinsame Normdatei: 134341325
- International Standard Name Identifier: 0000 0001 1871 7075
- Library of Congress Control Number: n97043027
- MusicBrainz: cba8ee40-716d-43d4-9b2c-887f1532e25f
- Virtual International Authority File: 262149294135780521059